# Ljungarums socken
Ljungarums socken i Småland ingick i Tveta härad, uppgick 1910 i Jönköpings stad och området ingår sedan 1971 i Jönköpings kommun och motsvarar från 2016 Ljungarums distrikt.
Socknens areal var 37,10 kvadratkilometer.År 1910 fanns här 1 942 invånare. En del av Jönköping med Ljungarum och sockenkyrkan Ljungarums kyrka ligger i sockenområdet. 

## Administrativ historik
Ljungarums socken har medeltida ursprung. Huvuddelen av Sanna socken införlivades 1556. 
Vid kommunreformen 1862 övergick socknens ansvar för de kyrkliga frågorna till Ljungarums församling och för de borgerliga frågorna till Ljungarums landskommun. Denna senare inkorporerades 1910 i Jönköpings stad som 1971 uppgick  i Jönköpings kommun. Församlingen uppgick 2006 i Jönköpings Kristina-Ljungarums församling som 2018 uppgick i Jönköpings församling.
1 januari 2016 inrättades distriktet Ljungarum, med samma omfattning som församlingen hade 1999/2000.  
Socknen har tillhört samma fögderier och domsagor som Tveta härad. De indelta soldaterna tillhörde Jönköpings regemente, Livkompaniet och Smålands grenadjärkår, Jönköpings kompani.

## Geografi
Ljungarums socken ligger strax söder om Jönköping.

## Namnet
Namnet (1278 Liongarum) kommer från kyrkbyn. Förleden innehåller liong, ljung, 'ljungbevuxen mark'. Efterleden är rum, öppen plats.

### Fotnoter
1. 1 2  Nordisk familjebok Ljungarums församling 1910
2. ↑  Harlén, Hans; Harlén Eivy (2003). Sverige från A till Ö: geografisk-historisk uppslagsbok. Stockholm: Kommentus. Libris 9337075. ISBN 91-7345-139-8
3. ↑  ”Församlingar”. Statistiska centralbyrån. https://www.scb.se/hitta-statistik/regional-statistik-och-kartor/regionala-indelningar/forsamlingar/. Läst 30 december 2022.
4. ↑  Administrativ historik för Ljungarum socken (Klicka på församlingsposten). Källa: Nationella arkivdatabasen, Riksarkivet.
5. ↑  Indelta soldater, torp och rotar i Jönköpings län Arkiverad 24 januari 2012 hämtat från the Wayback Machine. Jönköpingsbygdens Genealogiska Förening
6. ↑  Mats Wahlberg, red (2003). Svenskt ortnamnslexikon. Uppsala: Institutet för språk och folkminnen. Libris 8998039. ISBN 91-7229-020-X. https://isof.diva-portal.org/smash/get/diva2:1175717/FULLTEXT02.pdf